# ارتش سوم (رومانی)

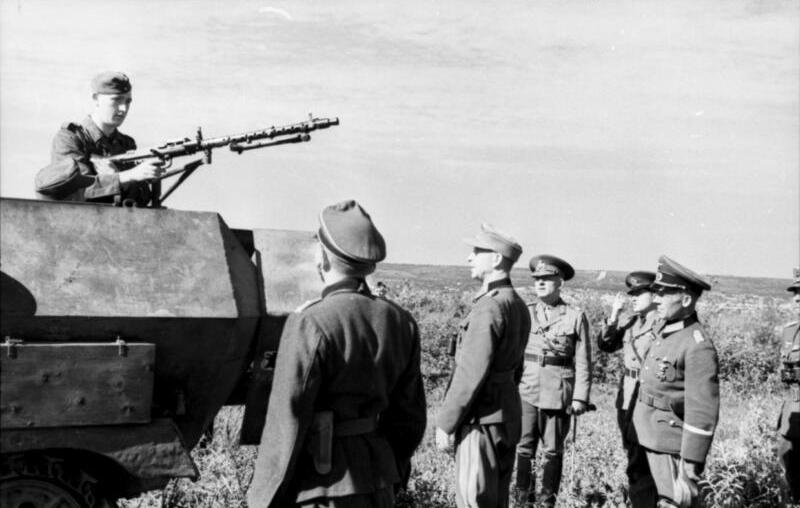
نگاره‌ای از نمایش نفربرهای زرهی برای افسران ارتش سوم در جنوب رومانی؛ یک‌سرباز مسلسل ام‌گه ۳۴ را در دست دارد. (۲۱ ژوئن ۱۹۴۱)

ارتش سوم (انگلیسی: Third Army) یک ارتش میدانی از نیروهای زمینی رومانی بود که از قرن نوزدهم تا دهه ۱۹۹۰ فعال بود. به عنوان بخشی از گروه ارتش ب آلمان در طول جنگ جهانی دوم، در اوکراین، شبه‌جزیره کریمه و قفقاز جنگید. ژنرال پتر دومیترسکو برای مدتی فرماندهی ارتش سوم را بر عهده داشت.